# شوفاناوية
الشوفاناوية (الاسم العلمي: Aveneae) هي قبيلة نباتية تتبع الفصيلة النجيلية من رتبة القبئيات.

## عمائر
- الشوفانينة
- الخرفارينة

## أجناس
- الأغروستيس (باللاتينية: Agrostis)
- الخرفار (باللاتينية: Phalaris)
- الشوفان (باللاتينية: Avena)
- عشب الربيع (باللاتينية: Anthoxanthum)
- كلماغروستيس (باللاتينية: Calamagrostis)